# جوزپه گرکو (بازیکن فوتبال، زاده ۱۹۸۳)
جوزپه گرکو (انگلیسی: Giuseppe Greco؛ زادهٔ ۶ اوت ۱۹۸۳) بازیکن فوتبال اهل ایتالیا است.
از باشگاه‌هایی که در آن بازی کرده‌است می‌توان به باشگاه فوتبال مودنا، باشگاه فوتبال کیه‌وو ورونا، باشگاه فوتبال ونتزیا، باشگاه فوتبال باری، باشگاه فوتبال پادوا، باشگاه فوتبال سمپدوریا، باشگاه فوتبال چزنا، باشگاه فوتبال پیزا، باشگاه فوتبال جنوآ، باشگاه فوتبال کومو، باشگاه فوتبال پرو ورچلی، و باشگاه فوتبال اتلتیکو آرتزو اشاره کرد.